# Келли, Дэниел (дзюдоист)
Дэ́ниел Ке́лли (англ. Daniel Kelly; 31 октября 1977, Мельбурн) — австралийский дзюдоист и боец смешанного стиля. Выступал за сборную Австралии по дзюдо в конце 1990-х — начале 2010-х годов, преимущественно в полусредней, средней и полутяжёлой весовых категориях. Участник четырёх летних Олимпийских игр, победитель многих турниров национального и международного значения. В ММА активно выступает начиная с 2012 года, наиболее известен по участию в турнирах бойцовской организации UFC.

## Биография
Родился 31 октября 1977 года в Мельбурне. Активно заниматься дзюдо начал в возрасте семи лет, тогда как в тринадцать уже дебютировал на соревнованиях национального уровня.

### Любительская карьера
В 1994 году Келли дебютировал в зачёте взрослого чемпионата Австралии и выиграл в полулёгкой весовой категории бронзовую медаль. К 1997 году поднялся до полусреднего веса, в этом сезоне впервые стал чемпионом своей страны по дзюдо — всего за карьеру выигрывал австралийское национальное первенство в общей сложности девять раз. Неоднократно становился чемпионом Океании, побеждал и попадал в число призёров на различных этапах Кубка мира. Келли является единственным австралийским дзюдоистом, кому удалось выступить на четырёх Олимпиадах. Тем не менее, он ни разу не сумел попасть на Олимпийских играх в число призёров — наибольшего успеха добился на домашних Играх 2000 года в Сиднее, где победил троих соперников и двум проиграл.

### Профессиональная карьера
Первый профессиональный бой в ММА Дэн Келли провёл ещё в 2006 году, выбросив своего соперника за пределы ринга и победив техническим нокаутом, однако тогда он не стал продолжать карьеру в смешанных единоборствах и решил сконцентрироваться на дзюдо.
В конце 2012 года, выйдя из состава австралийской национальной сборной, он всё же вернулся к карьере бойца и в течение полутора лет провёл в Австралии ещё шесть победных поединков, в основном с малоизвестными бойцами в местном промоушене Australian Fighting Championship. Организаторы планировали устроить титульный бой с его участием, однако он в итоге так и не состоялся по причине участия бойца в популярном реалити-шоу The Ultimate Fighter.
На момент 2014 года Келли имел в послужном списке семь побед без единого поражения, благодаря чему привлёк к себе внимание крупнейшей бойцовской организации мира Ultimate Fighting Championship. Выступал преимущественно на австралийских турнирах UFC, в частности дебютировал на UFC Fight Night 55 в Сиднее, где с помощью обратного узла локтя заставил сдаться Люка Закрича. В 2015 году единогласным решением судей одержал победу над Патриком Уолшом на UFC Fight Night 60 и над Стивом Монтгомери на UFC 193, но техническим нокаутом проиграл Сэму Алви на UFC Fight Night 65. В марте 2016 года выступил на UFC Fight Night 85, где победил техническим нокаутом бразильца Антониу Карлуса Жуниора.
Женат на венгерской дзюдоистке Марии Пекли, участнице пяти Олимпийских игр.

## Статистика в ММА
| Боёв 17  | Побед 13 | Поражений 4 |
| -------- | -------- | ----------- |
| Нокаутом | 3        | 3           |
| Сдачей   | 5        | 0           |
| Решением | 5        | 1           |

| Результат | Рекорд | Соперник              | Способ                 | Турнир                                 | Дата            | Раунд | Время | Место                  | Примечание                                                |
| --------- | ------ | --------------------- | ---------------------- | -------------------------------------- | --------------- | ----- | ----- | ---------------------- | --------------------------------------------------------- |
| Поражение | 13-4   | Том Бриз              | TKO (удары руками)     | UFC Fight Night: Thompson vs. Till     | 27 мая 2018     | 1     | 3:33  | Ливерпуль, Англия      |                                                           |
| Поражение | 13-3   | Элиас Теодору         | Решение судей          | UFC Fight Night: Werdum vs. Tybura     | 19 ноября 2017  | 3     | 5:00  | Сидней, Австралия      |                                                           |
| Поражение | 13-2   | Дерек Брансон         | KO (удары руками)      | UFC Fight Night: Lewis vs. Hunt        | 11 июня 2017    | 1     | 1:16  | Окленд, Новая Зеландия |                                                           |
| Победа    | 13-1   | Рашад Эванс           | Раздельное решение     | UFC 209                                | 4 марта 2017    | 3     | 5:00  | Лас-Вегас, США         |                                                           |
| Победа    | 12-1   | Крис Камоцци          | Единогласное решение   | UFC Fight Night: Whittaker vs. Brunson | 27 ноября 2016  | 3     | 5:00  | Мельбурн, Австралия    |                                                           |
| Победа    | 11-1   | Антониу Карлус Жуниор | TKO (удары руками)     | UFC Fight Night: Hunt vs. Mir          | 20 марта 2016   | 3     | 1:36  | Брисбен, Австралия     |                                                           |
| Победа    | 10-1   | Стив Монтгомери       | Единогласное решение   | UFC 193                                | 15 ноября 2015  | 3     | 5:00  | Мельбурн, Австралия    |                                                           |
| Поражение | 9-1    | Сэм Алви              | TKO (удары руками)     | UFC Fight Night: Miocic vs. Hunt       | 10 мая 2015     | 1     | 0:49  | Аделаида, Австралия    |                                                           |
| Победа    | 9-0    | Патрик Уолш           | Единогласное решение   | UFC Fight Night: Henderson vs. Thatch  | 14 февраля 2015 | 3     | 5:00  | Брумфилд, США          | Бой в промежуточном весе (191.5 lbs); Уолш не сделал вес. |
| Победа    | 8-0    | Люк Закрич            | Обратный узел локтя    | UFC Fight Night: Rockhold vs. Bisping  | 8 ноября 2014   | 1     | 4:27  | Сидней, Австралия      |                                                           |
| Победа    | 7-0    | Бен Келлехер          | Удушение сзади         | Australian Fighting Championship 9     | 17 мая 2014     | 2     | 3:41  | Олбери, Австралия      |                                                           |
| Победа    | 6-0    | Бор Братовц           | KO (удар рукой)        | Australian Fighting Championship 6     | 24 августа 2013 | 2     | 1:42  | Мельбурн, Австралия    |                                                           |
| Победа    | 5-0    | Дэниел Уэй            | Рычаг локтя            | Shamrock Events: NOM 7                 | 22 июня 2013    | 1     |       | Мельбурн, Австралия    |                                                           |
| Победа    | 4-0    | Крис Бёрч             | Удушение сзади         | Australian Fighting Championship 5     | 10 мая 2013     | 1     | 3:36  | Мельбурн, Австралия    |                                                           |
| Победа    | 3-0    | Ким Робинсон          | Удушение сзади         | MMA Down Under 3                       | 16 марта 2013   | 1     | 1:17  | Аделаида, Австралия    |                                                           |
| Победа    | 2-0    | Фабио Галеб           | Единогласное решение   | Australian Fighting Championship 4     | 12 декабря 2012 | 3     | 5:00  | Мельбурн, Австралия    |                                                           |
| Победа    | 1-0    | Росс Доллоу           | TKO (выбросил с ринга) | Dojo KO — Second Elimination           | 22 июля 2006    | 2     | N/A   | Мельбурн, Австралия    |                                                           |